# Arteria subclavia aberrante
La arteria subclavia aberrante, o el síndrome de la arteria subclavia aberrante o arteria subclavia lusoria o anillo vascular, se refiere a una rara variante anatómica del origen de la arteria subclavia derecha. Esta es una de las anomalías congénita vascular más comunes del arco aórtico.

## Presentación

Angiografía por resonancia magnética mostrando una arteria subclavia aberrante.

La arteria aberrante por lo general surge justo distal a la subclavia izquierda y no del tronco braquiocefálico, cruza en la parte posterior del mediastino por lo general por detrás del esófago en su camino a la extremidad superior. Dicho curso de este vaso aberrante puede causar un anillo vascular alrededor de la tráquea y el esófago. La disfagia debido a una arteria subclavia aberrante derecha se denomina disfagia lusoria. La parálisis del nervio laríngeo recurrente se denomina síndrome de Ortner.
La arteria subclavia derecha aberrante con frecuencia surge de un segmento dilatado de la aorta descendente proximal, el divertículo de Kommerell.

## Tratamiento
El tratamiento de la enfermedad es quirúrgico

## Imágenes

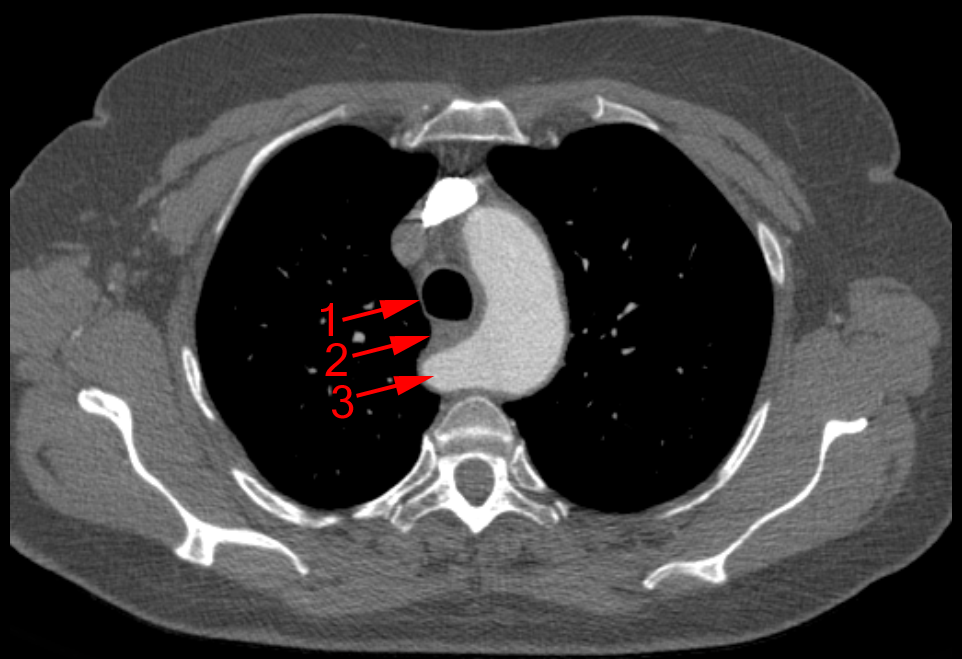
Arteria subclavia aberrante mediante TAC. (1) Tráquea, (2) Esófago, (3) Arteria subclavia aberrante
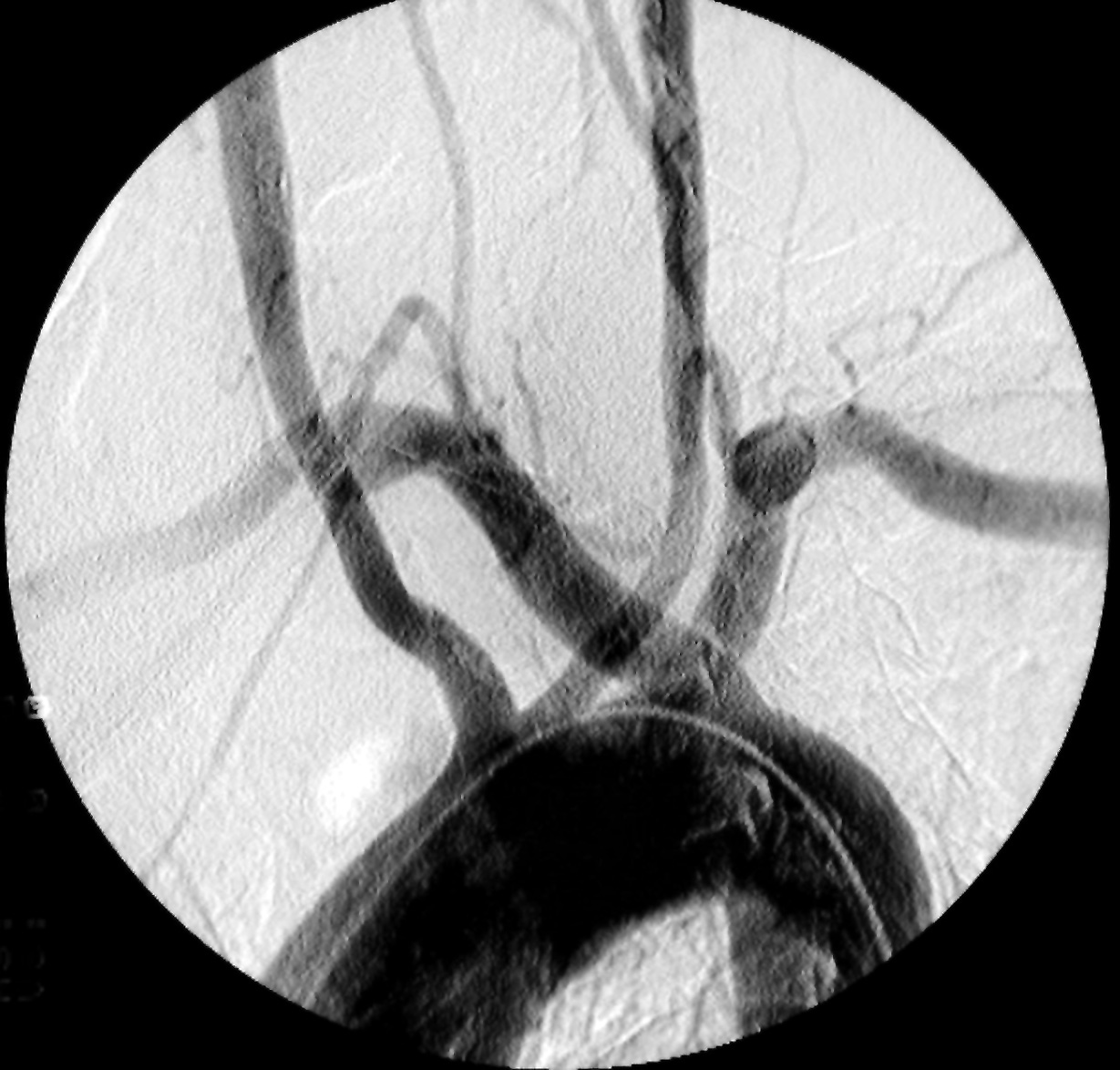
Angiografía mostrando arteria subclavia aberrante derecha
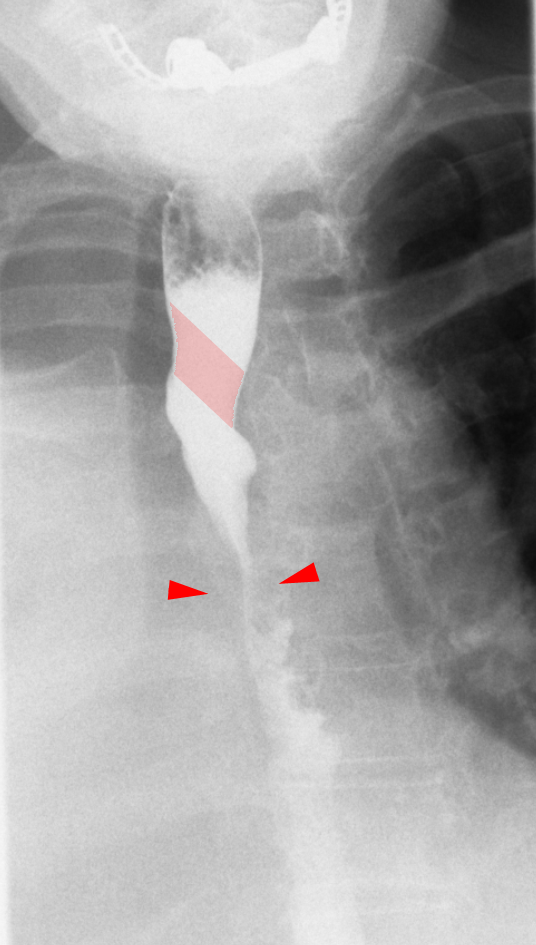
Compresión del esófago causada por la arteria subclavia aberrante. Debajo (flechas) estrechamiento del esófago por un tumor que está causando los problemas para tragar.
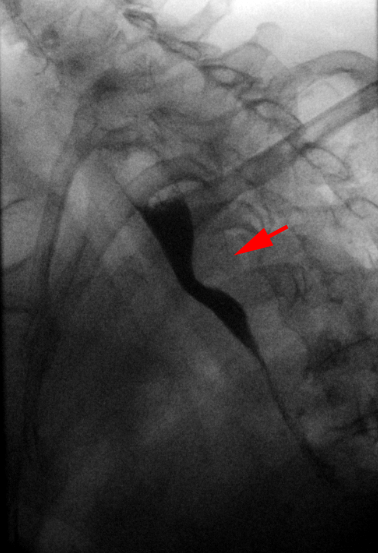
Arteria Sublcavia aberrante mostrada en un estudio de deglución. Impresión del esófago detrás.